# David Ferreira
David Arturo Ferreira Rico (Santa Marta, 9 agosto 1979) è un ex calciatore colombiano, di ruolo centrocampista.